# Nøgen kvindelig model
Nøgen kvindelig model er et oliemaleri fra 1889 af den danske maler Vilhelm Hammershøi.
Hammershøi malede primært interiør-, arkitektur- og landskabsmalerier. Hans motivkreds omfattede typisk hjemmet, moderen, hustruen og københavnske huse og pladser, underlagt en formalistisk stram komposition. Med den karakteristiske gråtoneskala skabte Hammershøi sit unikke univers af noget på én gang fortroligt og hjemligt men samtidigt også foruroligende og ubestemmeligt.
Nøgen kvindelig model er et af de utallige eksempler på, hvordan Hammershøi kan skabe en intens atmosfære med mange fine nuancer og grader af slørethed inden for en helt begrænset gråtonet palet. Hammershøi viser ofte de mennesker, han maler, set med ryggen til eller indadvendte som modellen her. Han arbejder bevidst med det eftertænksomme og meditative moment via figurer, der ikke ser direkte ud af billedet eller møder beskuerens blik. Maleriet indeholder en kropsnær sanselighed, som ofte overses i Hammershøis kunst, men som ofte kommer til syne i flere af kunstnerens skildringer af hustruen Ida. Med sine pensler har han med stor præcision og nænsomhed modelleret kvindens hud og former. Her bliver forestillingen om lærredet som en hud, der berøres og bearbejdes, vakt til live. Hammershøis evne til at få fladen til at pulsere af liv hører også til erotiseringen af kvinden. Han mætter og lukker sjældent farvefladerne, men lader dem i stedet stå meget tynde, ofte transparente, bygget op af små korte, vibrerende strøg. Motivet med studie af en nøgen kvindelig model tager Hammershøi først for alvor op igen i 1909.

## Hammershøis metode
Den nedtonede farveskala med især hvide, grå og sorte farver var fra starten en karakteristisk del af Hammershøis stil. Selv sagde han i et interview i 1907: “Hvorfor bruger jeg faa og dæmpede Farver? Det ved jeg skam ikke. Det er ganske umuligt for mig at sige noget derom. Det er naturligt for mig [...] Jeg synes absolut, at et Billede virker bedst i ren koloristisk Henseende, jo færre Farver der er i det.”
Hammershøi malede på mange forskellige måder, men fælles for hans billeder er en struktureret tilgang til det at male. Strøgene er ofte sat i "første hug" og vinklet, så de giver variationer af lyssætning i overfladen. I hans tidlige malerier er lange skråtstillede strøg sat op over for områder, hvor mange lag maling sætter et parti op. Der er gerne en kontrast mellem tykkere lag maling og helt tynde lag. Metoden giver bl.a. billederne en sanselig effekt. Fra omkring 1900 og frem ses en tendens til at påføre maling i mindre firkantede strøg, sat op imod hinanden i nøje gennemtænkte strukturer hen over lærrederne. Dele af lærredet kan også stå helt umalet som åbne steder i billedet.
På mange af Hammershøis malerier er der partier af malet lærred, som er bukket bag om den inderste ramme – blændrammen. Sømhuller i lærrederne viser desuden, at han har haft billederne spændt fladt op i deres helhed, inden de blev monteret på ramme, og derefter har han valgt sin beskæring. Man kan sige, at han har "taget" et billede af sit billede. På et fotografi af Hammershøi ved staffeliet kan man se, hvordan han bruger en papirramme lagt løst på lærredet til at afgrænse sit billede med. I andre tilfælde maler han en sort ramme i kanten af motivet.
Den danske kunstner Joakim Skovgaard skrev om et besøg i Hammershøis atelier: “Ved den Lejlighed saa jeg Hammershøis palet. Og den glemmer jeg aldrig. Der laa fire graa og hvide Farveklatter, som omhyggeligt var afgrænset fra hverandre. Det mærkelige ved dem var, at der var lagt Farvelag på Farvelag, og at der var underlig glattet ned i disse Lag, saa det saa ud, som om der laa fire Østersskaller på Paletten. Men med disse farver skabte han de skønne Billeder, som jeg beundrer.”

## Se mere
- Wikimedia Commons har flere filer relateret til Nøgen kvindelig model
- Nøgen kvindelig model på Kunstindeks Danmark/Weilbachs Kunstnerleksikon
- Nøgen kvindelig model på gravsted.dk
- Statens Museum for Kunst – 6 film om Hammershøi fra udstillingen Hammershøi og Europa
- Michael Palin and the Mystery of Hammershoi
- Patricia G. Berman, Nyt lys over 1800-tallets danske maleri, 2007, ISBN 978-87-11-23245-3
- Kasper Monrad, Hammershøi og Europa, Udstillingskatalog også på engelsk og tysk, Statens Museum for Kunst, København og Kunsthalle der Hypo Kulturstiftung, München 2012, ISBN 978 87 92023 56 8